# Carex wahuensis
Espèce
Classification phylogénétique
Carex wahuensis est une espèce des plantes du genre Carex et de la famille des Cyperaceae.